# Pavlivka, Șîșakî
Pavlivka (în ucraineană Павлівка) este un sat în comuna Jorjivka din raionul Șîșakî, regiunea Poltava, Ucraina.

## Demografie
Componența lingvistică a localității Pavlivka
     Ucraineană (93,75%)
     Rusă (6,25%)
Conform recensământului din 2001, majoritatea populației localității Pavlivka era vorbitoare de ucraineană (93,75%), existând în minoritate și vorbitori de rusă (6,25%).